# Vernonia spatulata
Vernonia spatulata là một loài thực vật có hoa trong họ Cúc. Loài này được (Forssk.) Hochst. ex Sch.Bip. miêu tả khoa học đầu tiên.